# Сыктывкарский фанерный завод
ООО «Сыктывкарский фанерный завод» — один из крупнейших в России производителей древесноплитных материалов. Предприятие специализируется на производстве большеформатной фанеры и ламинированной древесностружечной плиты. 
Предприятие выпускает продукцию под зарегистрированными торговыми марками: «SуРlу» для фанеры и «Lamarty» для ламинированной ДСП.
На сегодняшний день производственные мощности предприятия по фанере составляют более 230 тыс. м³ в год, по производству ЛДСП – более 300 тыс. м³ в год. Реализация кромки ежегодно составляет порядка 6 млн. пог. м.
Численность персонала — 1 500 человек.

## История
- 1976 – Открытие цеха ДСтП.
- 1987 – Открытие цеха фанеры.
- 1991 – Модернизация цеха ДСтП.
- 1997 – Сыктывкарский фанерный завод становится дочерним предприятием ОАО «Сыктывкарский ЛПК».
- 2001 – ООО «Сыктывкарский фанерный завод» выходит из состава холдинга ОАО «Сыктывкарский ЛПК» и становится самостоятельным предприятием.
- 2005 – Регистрация собственной торговой марки «SyPly» для фанерной продукции.
- 2007 – Регистрация собственной торговой марки «Lamarty» для ламинированной ДСП.